# Keith Waldrop
Pour les articles homonymes, voir Waldrop.
Keith Waldrop, né le 11 décembre 1932 à Emporia (Kansas) et mort le 27 juillet 2023 à Providence (Rhode Island), est un  poète, romancier, traducteur, éditeur et universitaire américain. Il enseigne à l'université Brown,. Avec Rosmarie Waldrop, son épouse, ils ont fondé la maison d'édition Burning Deck Press (en). Depuis 1980, il est régulièrement traduit et publié en France.

## Biographie
Après ses études secondaires, Keith Waldrop entre à l'Emporia State University Teachers College, mais en 1953, en pleine guerre de Corée, il est appelé par l'armée. Il sera cantonné à Kitzingen en Allemagne. Il y rencontrera Rosemary Sebald, qu'il épouse. Une fois démobilisé et de retour aux États-Unis en 1958, le couple Waldrop fondera peu après la maison d'édition Burning Deck en 1961. Keith reprendra ses études à l'Université du Michigan et y obtiendra son doctorat de littérature comparée en 1964. Il deviendra professeur à l'Université Brown où il enseigne depuis 1968.

## Œuvres

### Recueils de poésie
- Selected Poems, éd. Omnidawn Publishing, 2016[11],
- The Not Forever, éd. Omnidawn Publishing, 2013,
- Other Than Is, éd. Sardines Press, 2011,
- Several Gravities: collages and poems, éd. Siglio Press, 2009[12],
- Transcendental Studies: A Trilogy, éd. University of California Press 2009[13],
- The Real Subject: queries and Conjectures of Jacob Delafon, with Sample Poems, éd. Omnidawn Publishing, 2005,
- Songs from the Decline of the West. Center book in No, issue 1 (Winter 2003), pp. 71- 138,
- The House Seen from Nowhere, éd. Litmus Press, 2002,
- Semiramis If I Remember, éd. Avec Books, 2001,
- Haunt. Saratoga, éd.Instance Press, 2000,
- Faint Optimism, éd. Wild Honey Press, 1999
- The Eighth Day, éd. Instress, 1999,
- Two-Part Invention, éd. Poetry New York, 1999,
- Spit-Curls, éd. Duration Press, 1999,
- Stone Angels, éd. Instress, 1997,
- The Resemblance Begins, éd. Instress, 1997,
- Analogies of Escape, éd. Burning Deck, 1997,
- The Silhouette of the Bridge, éd. Avec Books, 1997[14],
- The Locality Principle, éd. Avec Books, 1995,
- Potential Random, éd. Paradigm Press, 1992,
- Shipwreck in Haven: transcendental studies, éd. Awede, 1991,
- The Opposite of Letting the Mind Wander: Selected Poems and a Few songs, éd. Lost Roads Press, 1989,
- Water Marks, éd. Underwhich Editions, 1987,
- A Ceremony Somewhere Else, éd. Awede, 1984,
- The Quest for Mt. Misery and other studies, éd. Turkey Press, 1983,
- The Space of Half an Hour, éd. Burning Deck, 1983,
- Intervals, éd. Awede Press, 1981,
- Windfall Losses, éd. Pourboire Press, 1977,
- Wind scales, éd. Treacle Press, 1976,
- Poem from memory, illustrations de Linda Lutes, éd. Treacle Press, 1975,
- The Garden of Effort, Burning Deck, 1975,
- Songs from the Decline of the West, éd. Perishable Press, 1970,
- A Windmill Near Calvary, éd. University of Michigan Press, 1968.

### Essais, nouvelles et autres écrits
- Ceci N'Est Pas Keith/Ceci N'Est Pas Rosmarie, éd. Burning Deck, 2002,
- Light While There Is Light, éd. Sun and Moon Press, 1993[15],
- Hegel's Family: serious variations, éd. Station Hill Press, 1989,
- Ruins of Providence: Local Pieces, éd. Copper Beech, 1983,

### En français
(Les œuvres de Keith Waldrop sont régulièrement traduites et diffusées par la revue Vacarme)
- Tant qu’il fera jour, traduit par Paol Keineg aux Éditions de l'Attente, 2015[17],
- La revanche de la pelouse, traduit par Marie Borel & Françoise Valéry, aux Éditions de l'Attente, 2012,
- La route est partout, traduit par Abigail Lang, aux éditions de l’Attente, 2011,
- Le vrai sujet. Interrogations et conjectures de Jacob de Lafon, traduit par Olivier Brossard, éd. José Corti, 2010[18],
- Un cas sans clef, (co-écrit avec Rosmarie Waldrop), traduit par Françoise Valéry, Marie Borel, éd. de l'Attente, 2010,
- d’Absence abondante, traduction collective sous la direction de Pascal Poyet, éd. contrat maint, 2009
- Pertes inespérées (apportées par le vent), traduit par Bernard Rival et Bénédicte Vilgrain, éd. Théâtre Typographique, 2008,
- Light travels, (co-écrit avec Rosmarie Waldrop), aux Éditions de l'Attente, 2006
- Dans n’importe quelle langue, traduit par Pascal Poyet, éd. contrat maint, 2006,
- Pelouse du tiers exclu, traduit par Marie Borel, éd. Format Américain, 2001,
- Pré & con, traduit par Pascal Poyet, éd. contrat maint, 1999
- Tome un (co-écrit avec Rosmarie Waldrop), traduit par un collectif sous la direction de Juliette Valéry, éd. Créaphis, 1997,
- Taches d'eau, traduit par Paol Keineg, éd. Format Américain, 1997,
- Aimer par description, traduit par Françoise de Laroque, éd. Créaphis, 1995,
- La reproduction des profils, traduit par Jacques Roubaud, éd. Melville, 2004, première édition : La Tuilerie Tropicale, 1991,
- Une cérémonie qui se passait ailleurs, traduit par Françoise de Laroque, éd. Fourbis, 1990,
- Quand elles sont douées de sens, traduit par Françoise de Laroque, éd. Spectres Familiers, 1989,
- Différences à quatre mains, traduit par Paol Keineg, éd. Spectres Familiers, 1989,
- Le mouchoir de la fille du roi Pépin, traduit par Rosy Pinhas-Delpuech, éd. Liana Lévy, 1989
- Poème de Mémoire, traduit par Anne-Marie Albiach, éd. Orange Export, 1982,
- Comme si nous n'avions pas besoin de parler, traduit par Roger Giroux, éd. Terriers, 1980.

### Traductions
Baudelaire
- Paris Spleen: Little Poems in Prose, éd. Wesleyan University Press, 2009[19],
- The Flowers of Evil, éd. Wesleyan University Press, 2006[20].

Jean Grosjean
- An Earth of Time, éd. Burning Deck, 2006
- Elegies, éd. Paradigm Press, 1996

Claude Royet-Journoud
- The Whole of Poetry is Preposition, éd. Fence Books, 2007,
- Theory of Prepositions, éd Fence, 2006,
- i.e., éd. Burning Deck, 1995,
- A Descriptive Method, éd. Post Apollo Press, 1995,
- Até, éd. Blue Guitar Books, 1981,
- Reversal, éd Burning Deck, 1973.

Autres auteurs français
- Four Cut-Ups, Or, the Case of the Restored Volume, de  David Lespiau, éd. Burning Deck, 2011,
- The Form of a City Changes Faster, Alas, Than the Human Heart, de  Jacques Roubaud, éd. Dalkey Archive Press, 2006,
- Figured Image, de Anne-Marie Albiach, éd. The Post-Apollo Press, 2006[21],
- Close Quote, de Marie Borel, éd. Burning Deck, 2003,
- Mental Ground, de Esther Tellermann, éd. Burning Deck, 2002,
- Boudica, de Paol Keineg, éd.Burning Deck, 1994,
- Ralentir, Travaux = Slow, Under Construction, poèmes de  André Breton, René Char, Paul Éluard, éd. Exact Change, 1990,
- If There Were Anywhere but Desert: The Selected Poems of Edmond Jabes, éd. Station Hill Press, 1988,
- The Philosophy of Surrealism de Ferdinand Alquié, éd. University of Michigan Press, 1965.

## Prix et distinctions
- 2014 : Prix du Best Translated Book de poésie[22]
- 2009 : le National Book Award de poésie[23]